# Tmolus
Tmolus is een geslacht van vlinders van de familie Lycaenidae, uit de onderfamilie Theclinae.

## Soorten
- T. ceylusa Hewitson
- T. combes Godman & Salvin
- T. crolinus Butler & Druce, 1872
- T. cydrara (Hewitson, 1868)
- T. denarius Butler & Druce, 1872
- T. echion (Linnaeus, 1767)
- T. halciones Butler & Druce, 1872
- T. iodinus Kaye, 1913
- T. literatus Druce
- T. lousus Cramer
- T. mutina (Hewitson, 1867)
- T. orindela Hewitson
- T. orses Godman & Salvin
- T. percza Butler, 1877
- T. ufentina (Hewitson, 1868)
- T. venustus (Druce, 1907)
- T. vespasianus Butler & Druce, 1872
- T. zizza Hewitson